# Michel Ponsich
Michel Ponsich est un historien et archéologue français né le 11 mars 1927 à Rabat au Maroc, et mort le 25 octobre 2010 à Paron. Ses travaux portent essentiellement sur l'archéologie marocaine.

## Travaux
- Lixus, le quartier des temples, 1981
- Recherches archéologiques à Tanger et dans sa région, 1970
- Nécropoles phéniciennes de la région de Tanger, 1967
- Les Lampes Romaines en Terre Cuite de la Maurétaine Tingitane, Publications du Service des Antiquities du Maroc. fasc. 15, 1962
- (ca) Aceite de oliva y salazones de pescado, factores geo-económicos de Betica y Tingitania, 1988
- Implantation rurale antique sur le Bas-Guadalquivir, 1964